# Stichopathes variabilis
Stichopathes variabilis är en korallart som beskrevs av van Pesch 1914. Stichopathes variabilis ingår i släktet Stichopathes och familjen Antipathidae. Inga underarter finns listade i Catalogue of Life.